# Hakkâri
Hakkâri (in curdo Colemêrg‎) è il capoluogo della Provincia di Hakkâri situata nel sudoriente della Regione dell'Anatolia Orientale in Turchia. Il nome Hakkari deriva dall'aramaico e oggi, gran parte dei 64.283 abitanti che costituiscono la popolazione cittadina è di etnia curda.

## Clima
| Hakkâri (1991-2020) Fonte:   | Mesi         | Mesi         | Mesi         | Mesi        | Mesi        | Mesi        | Mesi        | Mesi        | Mesi        | Mesi        | Mesi         | Mesi         | Stagioni | Stagioni | Stagioni | Stagioni | Anno    |
| Hakkâri (1991-2020) Fonte:   | Gen          | Feb          | Mar          | Apr         | Mag         | Giu         | Lug         | Ago         | Set         | Ott         | Nov          | Dic          | Inv      | Pri      | Est      | Aut      | Anno    |
| ---------------------------- | ------------ | ------------ | ------------ | ----------- | ----------- | ----------- | ----------- | ----------- | ----------- | ----------- | ------------ | ------------ | -------- | -------- | -------- | -------- | ------- |
| T. max. media (°C)           | −0,5         | 1,3          | 7,0          | 13,2        | 19,6        | 26,3        | 31,1        | 31,5        | 26,7        | 19,0        | 10,0         | 2,5          | 1,1      | 13,3     | 29,6     | 18,6     | 15,6    |
| T. media (°C)                | −4,1         | −2,6         | 2,7          | 8,6         | 14,4        | 20,5        | 25,0        | 25,2        | 20,7        | 13,6        | 5,5          | −1,2         | −2,6     | 8,6      | 23,6     | 13,3     | 10,7    |
| T. min. media (°C)           | −7,5         | −6,2         | −1,2         | 4,2         | 9,6         | 14,7        | 18,7        | 18,8        | 14,5        | 8,3         | 1,3          | −4,6         | −6,1     | 4,2      | 17,4     | 8,0      | 5,9     |
| T. max. assoluta (°C)        | 11,8 (2000)  | 12,9 (2018)  | 19,7 (2001)  | 25,0 (2008) | 28,7 (1964) | 34,4 (2017) | 38,8 (1966) | 38,0 (2006) | 37,1 (2010) | 29,3 (1999) | 20,8 (1990)  | 17,5 (2010)  | 17,5     | 28,7     | 38,8     | 37,1     | 38,8    |
| T. min. assoluta (°C)        | −23,4 (2009) | −22,7 (1997) | −19,0 (1985) | −8,3 (1965) | −0,8 (1965) | 5,0 (1967)  | 10,0 (2008) | 9,7 (1983)  | 4,3 (1992)  | −5,8 (1965) | −15,0 (1992) | −21,3 (1994) | −23,4    | −19,0    | 5,0      | −15,0    | −23,4   |
| Precipitazioni (mm)          | 90,8         | 102,3        | 119,2        | 119,0       | 68,9        | 14,5        | 9,3         | 5,4         | 10,9        | 56,2        | 77,8         | 102,7        | 295,8    | 307,1    | 29,2     | 144,9    | 777,0   |
| Giorni di pioggia            | 10,27        | 10,13        | 12,83        | 13,03       | 12,6        | 4,27        | 2,0         | 1,27        | 2,4         | 8,7         | 8,63         | 10,4         | 30,8     | 38,5     | 7,5      | 19,7     | 96,5    |
| Ore di soleggiamento mensili | 120,9        | 146,9        | 179,8        | 198,0       | 266,6       | 345,0       | 368,9       | 347,2       | 294,0       | 223,2       | 159,0        | 114,7        | 382,5    | 644,4    | 1 061,1  | 676,2    | 2 764,2 |